# Ribera del Sió

Localització de Ribera de Sió

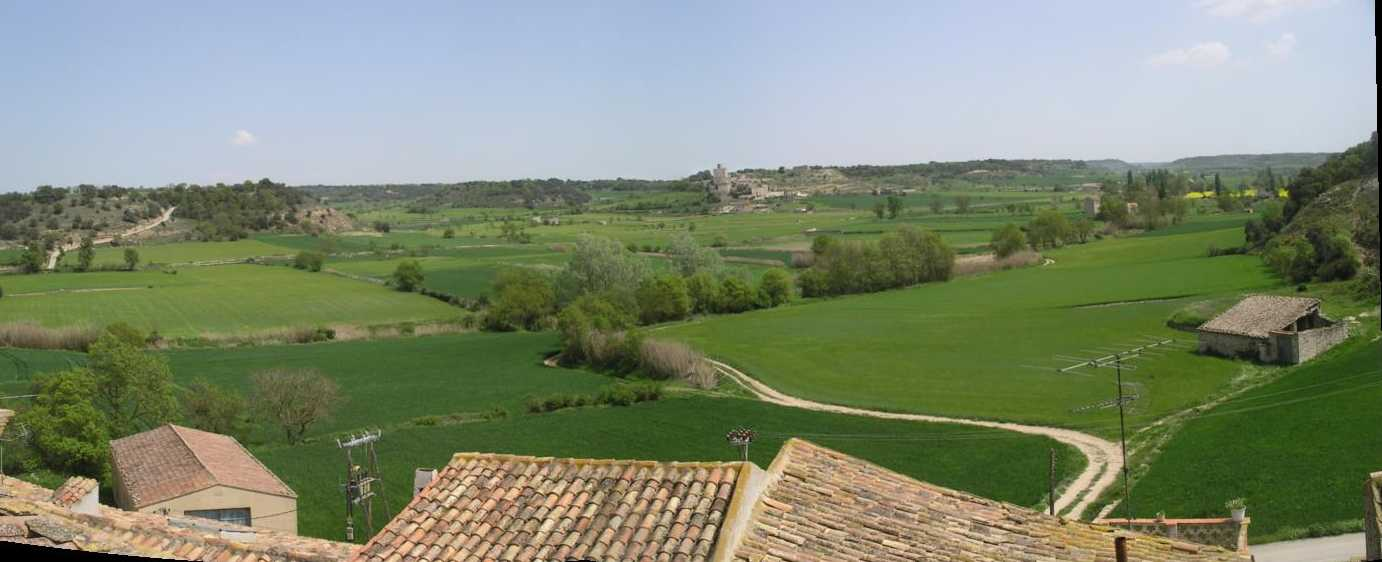
La Vall del Sió des de La Prenyanosa, amb Malgrat de Segarra al fons

La Ribera del Sió és una subcomarca catalana a l'entorn del riu Sió, entre la Segarra, l'Urgell i la Noguera. La població més important és Agramunt, seguida de Guissona.
La Ribera del Sió compren una llenca de terreny longitudinal, orientada d'est a oest, que arreplega les aigües que drenen al riu Sió, i que es constitueix d'una varietat de paisatges diferents des del seu encapçalament fins a la desembocadura. Així, a la part més oriental, el paisatge és ondulat amb tossals i turons que separen les diferents conques dels rius Llobregós i Ondara, però la part més occidental està ja limitada per les serres de Bellmunt i d'Almenara al sud, i la serra blanca al Nord.
La Ribera del Sió està constituïda per dues zones: la part de secà, anomenada Alt Sió, que comprèn part de les comarques de la Segarra i de l'Urgell i la part de regadiu que comprèn part de la comarca de la Noguera, també anomenada Baix Sió.